# 曼努埃拉·莱杰里

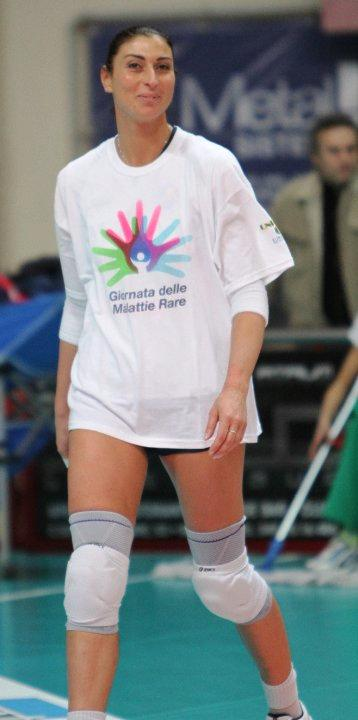
曼努埃拉·莱杰里

曼努埃拉·莱杰里（義大利語：Manuela Leggeri，1976年5月9日—），意大利前女子排球运动员。她曾代表意大利国家队参加2000年和2004年夏季奥林匹克运动会排球比赛，均未能获得奖牌。